# Republika Juliana
Republika Juliana (port. República Juliana) – krótko istniejące państwo w Ameryce Południowej w roku 1839. Nazywane także od prowincji Santa Catarina w której zostało ustanowione Republiką Catarinense (port. República Catarinense).
Państwo zostało ustanowione na skutek walk podczas powstania Farrapos, zrywu niepodległościowego przeciwko siłom rządowym. Było drugim oprócz Republiki Rio-Grandese państwem utworzonym przez powstańców. Na czele floty powstańców stanął Giuseppe Garibaldi, jednak 15 listopada 1839 roku, flota Garibaldiego poniosła klęskę niedaleko miasta Laguna definitywnie kończąc istnienie republiki. Republika Juliana istniała zaledwie 4 miesiące.